# Гарі Медель
Гарі Медель (ісп. Gary Medel, нар. 3 серпня 1987, Сантьяго) — чилійський футболіст, захисник, півзахисник бразильського «Васко да Гама». Рекордсмен збірної Чилі за кількістю проведених ігор.
Діючи на позиції опорного півзахисника і володіючи високою витривалістю (за що отримав прізвиська «Пітбуль» і «Чилійський Гаттузо»), Медель часто підключається до атак команди і забиває голи.

## Клубна кар'єра
Народився 3 серпня 1987 року в місті Сантьяго. Вихованець футбольної школи клубу «Універсідад Католіка». Дорослу футбольну кар'єру розпочав 2006 року в основній команді того ж клубу. В 2007 році забив свій перший гол в чемпіонаті Чилі, сталося це 28 липня в дербі проти «Універсідад де Чилі». Проте кінець року для гравця був змазаний серіями травм, автомобільною аварією і низкою інших неприємностей. Але вже наступного року Медель був визнаний гравцем року в Чилі. Всього в рідній команді провів три сезони, взявши участь у 70 матчах чемпіонату. Більшість часу, проведеного у складі «Універсідад Католіка», був основним гравцем команди.
20 липня 2009 року було оголошено про перехід Гарі Меделя в аргентинську «Боку Хуніорс», офіційне представлення гравця сталося за 3 дні. За підсумками 2009 року, в якому збірна Чилі забезпечила собі потрапляння на ЧС-2010, Гарі Медель потрапив у символічну збірну Південної Америки.
Проте наступного року футболіста знову спіткало нещастя — під час землетрусу в Чилі в 2010 році у Меделя загинула сестра, а також 6-місячна племінниця.
21 січня 2011 року був підписаний іспанським клубом «Севілья», в якому провів наступних два з половиною сезони.
11 серпня 2013 року перейшов до новачка англійської Прем'єр-ліги «Кардіфф Сіті», сума трансферу склала 11 млн фунтів. За валлійську команду Медель відіграв в усіх 34 матчах в національному чемпіонаті, проте команда зайняла останнє 20 місце і вилетіла з Прем'єр-ліги.
12 серпня 2014 року перейшов з «Кардіффа» в «Інтернаціонале». Сума трансферу склала 10 млн фунтів. Відіграв за міланську команду три сезони, взявши участь у 109 іграх усіх турнірів.
Влітку 2017 року уклав трирічний контракт з турецьким «Бешикташем», якому трансфер чилійця обійшовся у три мільйони євро. Провівши два сезони у Туреччині, повернувся до Італії, приєднавшись за 2,5 мільйони євро до складу «Болоньї», яка уклала з досвідченим 32-річним гравцем трирічний контракт, який згодом було подовжено. Загалом за цю команду протягом чотирьох рекордів провів 101 гру в усіх турнірах.
11 липня 2023 року 35-річний захисник, що на той час мав статус вільного агента, уклав однорічну угоду з бразильським «Васко да Гама».

## Виступи за збірні
Протягом 2007–2008 років залучався до складу молодіжної збірної Чилі. 2007 року разом зі збірною Чилі до 20 років зайняв четверте місце на чемпіонаті Південної Америки. Потім чилійці зайняли третє місце на молодіжному чемпіонаті світу в Канаді. У півфіналі турніру чилійці поступилися лише майбутнім чемпіонам збірній Аргентини. Всього на молодіжному рівні зіграв у 26 офіційних матчах.
18 квітня 2007 року дебютував в офіційних матчах у складі національної збірної Чилі в товариській грі проти збірної Аргентини (0:0).
У складі збірної був учасником чемпіонату світу 2010 року у ПАР та розіграшу Кубка Америки 2011 року в Аргентині.
2014 року взяв участь у всіх чотирьох матчах на чемпіонаті світу у Бразилії, дійшовши з командою до 1/8 фіналу, де в серії пенальті поступились господарям.
Наступного року допоміг своїй збірній здобути перший у її історії Кубок Америки на тогорічній домашній континентальній першості, а ще за рік і захистити титул континентальних чемпіонів. Згодом брав участь ще у двох розіграшах континентальної першості — 2019 і 2021 років.
Влітку 2023 року провів свою 156 гру за національну збірну Чилі, обійшовши свого багаторічного партнера по команді Алексіса Санчеса у суперечці за титул рекордсмена збірної за кількість матчів.
| Дата       | Місто                        | Господарі        | Результат               | Гості                    | Турнір                                 | Голи | Примітки      |
| ---------- | ---------------------------- | ---------------- | ----------------------- | ------------------------ | -------------------------------------- | ---- | ------------- |
| 17-4-2007  | Мендоса                      | Аргентина        | 0 – 0                   | Чилі                     | товариський матч                       | -    | 61'           |
| 11-9-2007  | Відень                       | Австрія          | 0 – 2                   | Чилі                     | товариський матч                       | -    |               |
| 26-1-2008  | Токіо                        | Японія           | 0 – 0                   | Чилі                     | товариський матч                       | -    | 34'           |
| 30-1-2008  | Сеул                         | Південна Корея   | 0 – 1                   | Чилі                     | товариський матч                       | -    |               |
| 4-6-2008   | Ранкагуа                     | Чилі             | 2 – 0                   | Гватемала                | товариський матч                       | -    | 46' 72'       |
| 7-6-2008   | Вальпараїсо                  | Чилі             | 0 – 0                   | Панама                   | товариський матч                       | -    |               |
| 15-6-2008  | Ла-Пас                       | Болівія          | 0 – 2                   | Чилі                     | Відбір до ЧС 2010                      | 2    |               |
| 19-6-2008  | Пуерто-ла-Крус               | Венесуела        | 2 – 3                   | Чилі                     | Відбір до ЧС 2010                      | -    |               |
| 7-9-2008   | Сантьяго                     | Чилі             | 0 – 3                   | Бразилія                 | Відбір до ЧС 2010                      | -    |               |
| 10-9-2008  | Сантьяго                     | Чилі             | 4 – 0                   | Колумбія                 | Відбір до ЧС 2010                      | -    |               |
| 12-10-2008 | Кіто                         | Еквадор          | 1 – 0                   | Чилі                     | Відбір до ЧС 2010                      | -    |               |
| 15-10-2008 | Сантьяго                     | Чилі             | 1 – 0                   | Аргентина                | Відбір до ЧС 2010                      | -    | 83'           |
| 27-5-2009  | Осака                        | Японія           | 4 – 0                   | Чилі                     | Kirin Cup                              | -    | 46'           |
| 29-5-2009  | Тіба                         | Бельгія          | 1 – 1                   | Чилі                     | Kirin Cup                              | 1    | 57'           |
| 6-6-2009   | Асунсьйон                    | Парагвай         | 0 – 2                   | Чилі                     | Відбір до ЧС 2010                      | -    |               |
| 10-6-2009  | Сантьяго                     | Чилі             | 4 – 0                   | Болівія                  | Відбір до ЧС 2010                      | -    |               |
| 12-8-2009  | Брондбю                      | Данія            | 1 – 2                   | Чилі                     | товариський матч                       | -    |               |
| 5-9-2009   | Сантьяго                     | Чилі             | 2 – 2                   | Венесуела                | Відбір до ЧС 2010                      | -    |               |
| 9-9-2009   | Салвадор (Бразилія)          | Бразилія         | 4 – 2                   | Чилі                     | Відбір до ЧС 2010                      | -    |               |
| 10-10-2009 | Медельїн                     | Колумбія         | 2 – 4                   | Чилі                     | Відбір до ЧС 2010                      | -    |               |
| 14-10-2009 | Сантьяго                     | Чилі             | 1 – 0                   | Еквадор                  | Відбір до ЧС 2010                      | -    | 32'           |
| 31-3-2010  | Сантьяго                     | Чилі             | 0 – 0                   | Венесуела                | товариський матч                       | -    |               |
| 5-5-2010   | Ікіке                        | Чилі             | 2 – 0                   | Тринідад і Тобаго        | товариський матч                       | -    |               |
| 30-5-2010  | Консепсьйон                  | Чилі             | 3 – 0                   | Ізраїль                  | товариський матч                       | -    | 79'           |
| 16-6-2010  | Мбомбела                     | Гондурас         | 0 – 1                   | Чилі                     | ЧС 2010 - 1-й етап                     | -    |               |
| 21-6-2010  | Порт-Елізабет                | Чилі             | 1 – 0                   | Швейцарія                | ЧС 2010 - 1-й етап                     | -    | 61'           |
| 25-6-2010  | Преторія                     | Чилі             | 1 – 2                   | Іспанія                  | ЧС 2010 - 1-й етап                     | -    | 15'           |
| 17-11-2010 | Сантьяго                     | Чилі             | 2 – 0                   | Уругвай                  | товариський матч                       | -    | 90'           |
| 26-3-2011  | Лейрія                       | Португалія       | 1 – 1                   | Чилі                     | товариський матч                       | -    |               |
| 29-3-2011  | Гаага                        | Чилі             | 2 – 0                   | Колумбія                 | товариський матч                       | -    |               |
| 23-6-2011  | Асунсьйон                    | Парагвай         | 0 – 0                   | Чилі                     | товариський матч                       | -    | 75'           |
| 4-7-2011   | Сан-Хуан                     | Чилі             | 2 – 1                   | Мексика                  | Копа Америка 2011 - 1-й етап           | -    |               |
| 8-7-2011   | Мендоса                      | Уругвай          | 1 – 1                   | Чилі                     | Копа Америка 2011 - 1-й етап           | -    |               |
| 12-7-2011  | Мендоса                      | Чилі             | 1 – 0                   | Перу                     | Копа Америка 2011 - 1-й етап           | -    | 78'           |
| 17-7-2011  | Сан-Хуан                     | Чилі             | 1 – 2                   | Венесуела                | Копа Америка 2011 - чвертьфінал        | -    | 41', 82'      |
| 10-8-2011  | Монпельє                     | Франція          | 1 – 1                   | Чилі                     | товариський матч                       | -    | 34' 46'       |
| 2-9-2011   | Санкт-Галлен                 | Іспанія          | 3 – 2                   | Чилі                     | товариський матч                       | -    | 88'           |
| 4-9-2011   | Барселона                    | Мексика          | 1 – 0                   | Чилі                     | товариський матч                       | -    | 46'           |
| 11-10-2011 | Сантьяго                     | Чилі             | 4 – 2                   | Перу                     | Відбір до ЧС 2014                      | 1    |               |
| 11-11-2011 | Монтевідео                   | Уругвай          | 4 – 0                   | Чилі                     | Відбір до ЧС 2014                      | -    | 54'           |
| 15-11-2011 | Сантьяго                     | Чилі             | 2 – 0                   | Парагвай                 | Відбір до ЧС 2014                      | -    |               |
| 29-2-2012  | Честер (місто)               | Чилі             | 1 – 1                   | Гана                     | товариський матч                       | -    | 88'           |
| 15-8-2012  | Нью-Йорк                     | Еквадор          | 3 – 0                   | Чилі                     | Відбір до ЧС 2014                      | -    | 73'           |
| 11-9-2012  | Сантьяго                     | Чилі             | 1 – 3                   | Колумбія                 | Відбір до ЧС 2014                      | -    | 35'           |
| 16-10-2012 | Сантьяго                     | Чилі             | 1 – 2                   | Аргентина                | Відбір до ЧС 2014                      | -    |               |
| 14-11-2012 | Санкт-Галлен                 | Чилі             | 1 – 3                   | Сербія                   | товариський матч                       | -    |               |
| 6-2-2013   | Мадрид                       | Чилі             | 2 – 1                   | Єгипет                   | товариський матч                       | -    |               |
| 22-3-2013  | Ліма                         | Перу             | 1 – 0                   | Чилі                     | Відбір до ЧС 2014                      | -    |               |
| 26-3-2013  | Сантьяго                     | Чилі             | 2 – 0                   | Уругвай                  | Відбір до ЧС 2014                      | -    |               |
| 7-6-2013   | Асунсьйон                    | Парагвай         | 1 – 2                   | Чилі                     | Відбір до ЧС 2014                      | -    |               |
| 11-6-2013  | Сантьяго                     | Чилі             | 3 – 1                   | Болівія                  | Відбір до ЧС 2014                      | -    |               |
| 14-8-2013  | Брондбю                      | Чилі             | 6 – 0                   | Ірак                     | товариський матч                       | -    |               |
| 6-9-2013   | Сантьяго                     | Чилі             | 3 – 0                   | Венесуела                | Відбір до ЧС 2014                      | -    |               |
| 10-9-2013  | Женева                       | Іспанія          | 2 – 2                   | Чилі                     | товариський матч                       | -    |               |
| 11-10-2013 | Барранкілья                  | Колумбія         | 3 – 3                   | Чилі                     | Відбір до ЧС 2014                      | -    |               |
| 15-10-2013 | Сантьяго                     | Чилі             | 2 – 1                   | Еквадор                  | Відбір до ЧС 2014                      | 1    |               |
| 15-11-2013 | Лондон                       | Англія           | 0 – 2                   | Чилі                     | товариський матч                       | -    |               |
| 19-11-2013 | Торонто                      | Бразилія         | 2 – 1                   | Чилі                     | товариський матч                       | -    | 30'           |
| 5-3-2014   | Штутгарт                     | Німеччина        | 1 – 0                   | Чилі                     | товариський матч                       | -    | кап.          |
| 30-5-2014  | Сантьяго                     | Чилі             | 3 – 2                   | Єгипет                   | товариський матч                       | -    |               |
| 4-6-2014   | Вальпараїсо                  | Чилі             | 2 – 0                   | Північна Ірландія        | товариський матч                       | -    | 46' 77'       |
| 13-6-2014  | Куяба                        | Чилі             | 3 – 1                   | Австралія                | ЧС 2014 - 1-й етап                     | -    |               |
| 18-6-2014  | Ріо-де-Жанейро               | Іспанія          | 0 – 2                   | Чилі                     | ЧС 2014 - 1-й етап                     | -    |               |
| 23-6-2014  | Сан-Паулу                    | Нідерланди       | 2 – 0                   | Чилі                     | ЧС 2014 - 1-й етап                     | -    |               |
| 28-6-2014  | Белу-Оризонті                | Бразилія         | 1 – 1 д.ч. (3 - 2 п.п.) | Чилі                     | ЧС 2014 - 1/8 фіналу                   | -    | 108'          |
| 6-9-2014   | Санта-Клара                  | Чилі             | 0 – 0                   | Мексика                  | товариський матч                       | -    |               |
| 9-9-2014   | Форт-Лодердейл               | Чилі             | 1 – 0                   | Гаїті                    | товариський матч                       | -    |               |
| 10-10-2014 | Вальпараїсо                  | Чилі             | 3 – 0                   | Перу                     | товариський матч                       | 1    | 46'           |
| 14-10-2014 | Антофагаста (місто)          | Чилі             | 2 – 2                   | Болівія                  | товариський матч                       | -    |               |
| 15-11-2014 | Талькауано                   | Чилі             | 5 – 0                   | Венесуела                | товариський матч                       | -    |               |
| 18-11-2014 | Сантьяго                     | Чилі             | 1 – 2                   | Уругвай                  | товариський матч                       | -    | 46'           |
| 26-3-2015  | Санкт-Пельтен                | Іран             | 2 – 0                   | Чилі                     | товариський матч                       | -    | 63'           |
| 29-3-2015  | Лондон                       | Бразилія         | 1 – 0                   | Чилі                     | товариський матч                       | -    |               |
| 5-6-2015   | Вінья-дель-Мар               | Чилі             | 1 – 0                   | Сальвадор                | товариський матч                       | -    |               |
| 11-6-2015  | Сантьяго                     | Чилі             | 2 – 0                   | Еквадор                  | Копа Америка 2015 - 1-й етап           | -    |               |
| 15-6-2015  | Сантьяго                     | Чилі             | 3 – 3                   | Мексика                  | Копа Америка 2015 - 1-й етап           | -    |               |
| 19-6-2015  | Сантьяго                     | Чилі             | 5 – 0                   | Болівія                  | Копа Америка 2015 - 1-й етап           | 1    |               |
| 24-6-2015  | Сантьяго                     | Чилі             | 1 – 0                   | Уругвай                  | Копа Америка 2015 - чвертьфінал        | -    |               |
| 29-6-2015  | Сантьяго                     | Чилі             | 2 – 1                   | Перу                     | Копа Америка 2015 - півфінал           | -    |               |
| 4-7-2015   | Сантьяго                     | Чилі             | 0 – 0 д.ч. (4 - 1 п.п.) | Аргентина                | Копа Америка 2015 - Фінал              | -    | 1º titolo 34' |
| 5-9-2015   | Сантьяго                     | Чилі             | 3 – 2                   | Парагвай                 | товариський матч                       | -    |               |
| 9-10-2015  | Сантьяго                     | Чилі             | 2 – 0                   | Бразилія                 | Відбір до ЧС 2018                      | -    |               |
| 14-10-2015 | Ліма                         | Перу             | 3 – 4                   | Чилі                     | Відбір до ЧС 2018                      | -    |               |
| 13-11-2015 | Сантьяго                     | Чилі             | 1 – 1                   | Колумбія                 | Відбір до ЧС 2018                      | -    |               |
| 18-11-2015 | Монтевідео                   | Уругвай          | 3 – 0                   | Чилі                     | Відбір до ЧС 2018                      | -    | 22'           |
| 25-3-2016  | Сантьяго                     | Чилі             | 1 – 2                   | Аргентина                | Відбір до ЧС 2018                      | -    |               |
| 30-3-2016  | Баринас                      | Венесуела        | 1 – 4                   | Чилі                     | Відбір до ЧС 2018                      | -    | кап.          |
| 28-5-2016  | Сантьяго                     | Чилі             | 1 – 2                   | Ямайка                   | товариський матч                       | -    | кап. 78'      |
| 2-6-2016   | Сан-Дієго                    | Мексика          | 1 – 0                   | Чилі                     | товариський матч                       | -    | 90'           |
| 6-6-2016   | Санта-Клара                  | Аргентина        | 2 – 1                   | Чилі                     | Копа Америка 2016 - 1-й етап           | -    | 65'           |
| 10-6-2016  | Фоксборо (Массачусетс)       | Чилі             | 2 – 1                   | Болівія                  | Копа Америка 2016 - 1-й етап           | -    |               |
| 14-6-2016  | Філадельфія                  | Чилі             | 4 – 2                   | Панама                   | Копа Америка 2016 - 1-й етап           | -    | 90'           |
| 18-6-2016  | Санта-Клара                  | Мексика          | 0 – 7                   | Чилі                     | Копа Америка 2016 - чвертьфінал        | -    | 60'           |
| 22-6-2016  | Чикаго                       | Колумбія         | 0 – 2                   | Чилі                     | Копа Америка 2016 - півфінал           | -    |               |
| 26-6-2016  | Іст-Ратерфорд                | Аргентина        | 0 – 0 д.ч. (2 – 4 п.п.) | Чилі                     | Копа Америка 2016 - Фінал              | -    |               |
| 2-9-2016   | Асунсьйон                    | Парагвай         | 2 – 1                   | Чилі                     | Відбір до ЧС 2018                      | -    | кап. 53', 90' |
| 16-11-2016 | Сантьяго                     | Чилі             | 3 – 1                   | Уругвай                  | Відбір до ЧС 2018                      | -    |               |
| 23-3-2017  | Буенос-Айрес                 | Аргентина        | 1 – 0                   | Чилі                     | Відбір до ЧС 2018                      | -    |               |
| 28-3-2017  | Сантьяго                     | Чилі             | 3 – 1                   | Венесуела                | Відбір до ЧС 2018                      | -    | 45'           |
| 9-6-2017   | Москва                       | Росія            | 1 – 1                   | Чилі                     | товариський матч                       | -    | кап. 63'      |
| 13-6-2017  | Клуж-Напока                  | Румунія          | 3 – 2                   | Чилі                     | товариський матч                       | -    | кап. 33'      |
| 18-6-2017  | Москва                       | Камерун          | 0 – 2                   | Чилі                     | Кубок Конфедерацій                     | -    | кап.          |
| 22-6-2017  | Казань                       | Німеччина        | 1 – 1                   | Чилі                     | Кубок Конфедерацій                     | -    | кап. 71'      |
| 28-6-2017  | Казань                       | Португалія       | 0 – 0 д.ч. (0 – 3 п.п.) | Чилі                     | Кубок Конфедерацій                     | -    |               |
| 2-7-2017   | Санкт-Петербург              | Чилі             | 0 – 1                   | Німеччина                | Кубок Конфедерацій                     | -    |               |
| 31-8-2017  | Сантьяго                     | Чилі             | 0 – 3                   | Парагвай                 | Відбір до ЧС 2018                      | -    |               |
| 5-9-2017   | Ла-Пас                       | Болівія          | 1 – 0                   | Чилі                     | Відбір до ЧС 2018                      | -    |               |
| 5-10-2017  | Сантьяго                     | Чилі             | 2 – 1                   | Еквадор                  | Відбір до ЧС 2018                      | -    |               |
| 10-10-2017 | Сан-Паулу                    | Бразилія         | 3 – 0                   | Чилі                     | Відбір до ЧС 2018                      | -    |               |
| 27-3-2018  | Ольборг                      | Данія            | 0 – 0                   | Чилі                     | товариський матч                       | -    |               |
| 31-5-2018  | Ґрац                         | Румунія          | 3 – 2                   | Чилі                     | товариський матч                       | -    | 73'           |
| 11-9-2018  | Сувон                        | Південна Корея   | 0 – 0                   | Чилі                     | товариський матч                       | -    | 13'           |
| 13-10-2018 | Маямі                        | Перу             | 3 – 0                   | Чилі                     | товариський матч                       | -    | кап. 82'      |
| 17-10-2018 | Сантьяго-де-Керетаро         | Мексика          | 0 – 1                   | Чилі                     | товариський матч                       | -    | кап. 13'      |
| 16-11-2018 | Ранкагуа                     | Чилі             | 2 – 3                   | Коста-Рика               | товариський матч                       | -    | кап. 85'      |
| 21-11-2018 | Темуко                       | Чилі             | 4 – 1                   | Гондурас                 | товариський матч                       | -    | кап. 90+2'    |
| 23-3-2019  | Сан-Дієго                    | Мексика          | 3 – 1                   | Чилі                     | товариський матч                       | -    | кап.          |
| 27-3-2019  | Х'юстон                      | США              | 1 – 1                   | Чилі                     | товариський матч                       | -    | кап.          |
| 6-6-2019   | Ла-Серена (Чилі)             | Чилі             | 2 – 1                   | Гаїті                    | товариський матч                       | -    | кап.          |
| 17-6-2019  | Сан-Паулу                    | Японія           | 0 – 4                   | Чилі                     | Копа Америка 2019 - 1-й етап           | -    | кап.          |
| 21-6-2019  | Салвадор (Бразилія)          | Еквадор          | 1 – 2                   | Чилі                     | Копа Америка 2019 - 1-й етап           | -    | кап.          |
| 24-6-2019  | Ріо-де-Жанейро               | Чилі             | 0 – 1                   | Уругвай                  | Копа Америка 2019 - 1-й етап           | -    | кап. 55'      |
| 29-6-2016  | Сан-Паулу                    | Колумбія         | 0 – 0 (4 – 5 п.п.)      | Чилі                     | Копа Америка 2019 - чвертьфінал        | -    | кап.          |
| 3-7-2019   | Порту-Алегрі                 | Чилі             | 0 – 3                   | Перу                     | Копа Америка 2019 - півфінал           | -    | кап.          |
| 6-7-2019   | Сан-Паулу                    | Аргентина        | 2 – 1                   | Чилі                     | Копа Америка 2019 - матч за 3-тє місце | -    | кап. 37'      |
| 12-10-2019 | Аліканте                     | Колумбія         | 0 – 0                   | Чилі                     | товариський матч                       | -    | кап. 21'      |
| 27-3-2021  | Ранкагуа                     | Чилі             | 2 – 1                   | Болівія                  | товариський матч                       | -    |               |
| 3-6-2021   | Сантьяго-дель-Естеро (місто) | Аргентина        | 1 – 1                   | Чилі                     | Відбір до ЧС 2022                      | -    |               |
| 8-6-2021   | Лас-Кондес                   | Чилі             | 1 – 1                   | Болівія                  | Відбір до ЧС 2022                      | -    | 83'           |
| 14-6-2021  | Ріо-де-Жанейро               | Аргентина        | 1 – 1                   | Чилі                     | Копа Америка 2021 - 1-й етап           | -    | 84'           |
| 18-6-2021  | Куяба                        | Чилі             | 1 – 0                   | Болівія                  | Копа Америка 2021 - 1-й етап           | -    |               |
| 21-6-2021  | Куяба                        | Уругвай          | 1 – 1                   | Чилі                     | Копа Америка 2021 - 1-й етап           | -    |               |
| 24-6-2021  | Бразиліа                     | Чилі             | 0 – 2                   | Парагвай                 | Копа Америка 2021 - 1-й етап           | -    | 56' 68'       |
| 2-7-2021   | Ріо-де-Жанейро               | Бразилія         | 1 – 0                   | Чилі                     | Копа Америка 2021 - чвертьфінал        | -    |               |
| 2-9-2021   | Сантьяго                     | Чилі             | 0 – 1                   | Бразилія                 | Відбір до ЧС 2022                      | -    |               |
| 5-9-2021   | Кіто                         | Еквадор          | 0 – 0                   | Чилі                     | Відбір до ЧС 2022                      | -    |               |
| 9-9-2021   | Кіто                         | Колумбія         | 3 – 1                   | Чилі                     | Відбір до ЧС 2022                      | -    |               |
| 7-10-2021  | Ліма                         | Перу             | 2 – 0                   | Чилі                     | Відбір до ЧС 2022                      | -    | 72'           |
| 14-10-2021 | Сантьяго                     | Чилі             | 3 – 0                   | Венесуела                | Відбір до ЧС 2022                      | -    |               |
| 11-11-2021 | Асунсьйон                    | Парагвай         | 0 – 1                   | Чилі                     | Відбір до ЧС 2022                      | -    | 67'           |
| 16-11-2021 | Лас-Кондес                   | Чилі             | 0 – 2                   | Еквадор                  | Відбір до ЧС 2022                      | -    |               |
| 27-1-2022  | Калама                       | Чилі             | 1 – 2                   | Аргентина                | Відбір до ЧС 2022                      | -    |               |
| 1-2-2022   | Ла-Пас                       | Болівія          | 2 – 3                   | Чилі                     | Відбір до ЧС 2022                      | -    | кап. 87'      |
| 24-3-2022  | Ріо-де-Жанейро               | Бразилія         | 4 – 0                   | Чилі                     | Відбір до ЧС 2022                      | -    | 71'           |
| 29-3-2022  | Сантьяго                     | Чилі             | 0 – 2                   | Уругвай                  | Відбір до ЧС 2022                      | -    | 60'           |
| 6-6-2022   | Теджон                       | Південна Корея   | 2 – 0                   | Чилі                     | товариський матч                       | -    |               |
| 10-6-2022  | Кобе                         | Чилі             | 0 – 2                   | Туніс                    | Kirin Cup                              | -    | 59'           |
| 14-6-2022  | Суйта                        | Чилі             | 0 – 0 (1– 3 п.п.)       | Гана                     | Kirin Cup                              | -    | 73'           |
| 23-9-2022  | Курналя-да-Льобрегат         | Марокко          | 2 – 0                   | Чилі                     | товариський матч                       | -    | 12'           |
| 27-9-2022  | Відень                       | Катар            | 2 – 2                   | Чилі                     | товариський матч                       | -    | кап.          |
| 16-11-2022 | Варшава                      | Польща           | 1 – 0                   | Чилі                     | товариський матч                       | -    | 89'           |
| 20-11-2022 | Братислава                   | Словаччина       | 0 – 0                   | Чилі                     | товариський матч                       | -    | 40' 83'       |
| 27-3-2023  | Сантьяго                     | Чилі             | 3 – 2                   | Парагвай                 | товариський матч                       | -    |               |
| 11-6-2023  | Консепсьйон                  | Чилі             | 3 – 0                   | Куба                     | товариський матч                       | -    | 68'           |
| 16-6-2023  | Вінья-дель-Мар               | Чилі             | 5 – 0                   | Домініканська Республіка | товариський матч                       | -    | кап.          |
| 20-6-2023  | Санта-Крус-де-ла-Сьєрра      | Болівія          | 0 – 0                   | Чилі                     | товариський матч                       | -    | кап.          |
| Усього     |                              | Матчів (1 місце) | 156                     |                          | Голів                                  | 7    |               |

## Титули і досягнення
- Переможець Кубка Америки: 2015, 2016